# Pamborina
Pamborina es una subtribu de coleópteros adéfagos  perteneciente a la familia Carabidae. Sus especies se distribuyen por Oceanía.

## Géneros
Tiene los siguientes géneros:
- Maoripamborus Brookes, 1944
- Pamborus Latreille, 1817